# Eleições parlamentares europeias de 2019 (Eslovénia)
As eleições parlamentares europeias de 2019 na Eslovénia foram realizadas a 26 de Maio e serviram para eleger os 8 deputados nacionais para o Parlamento Europeu.

## Composição 2014-2019 (Final de Mandato)

### Partidos Nacionais
| Partido | Partido                              | Deputados | Grupo                                             |
| ------- | ------------------------------------ | --------- | ------------------------------------------------- |
|         | Partido Democrático Esloveno         | 3 / 8     | Grupo do Partido Popular Europeu                  |
|         | Nova Eslovénia                       | 1 / 8     | Grupo do Partido Popular Europeu                  |
|         | Partido Popular Esloveno             | 1 / 8     | Grupo do Partido Popular Europeu                  |
|         | Verjamem                             | 1 / 8     | Grupo dos Verdes/Aliança Livre Europeia           |
|         | Partido Democrático dos Pensionistas | 1 / 8     | Aliança dos Liberais e Democratas pela Europa     |
|         | Social-Democratas                    | 1 / 8     | Aliança Progressista dos Socialistas e Democratas |

### Grupos Parlamentares
| Grupo | Grupo                                             | Deputados |
| ----- | ------------------------------------------------- | --------- |
|       | Grupo do Partido Popular Europeu                  | 5 / 8     |
|       | Grupo dos Verdes/Aliança Livre Europeia           | 1 / 8     |
|       | Aliança dos Liberais e Democratas pela Europa     | 1 / 8     |
|       | Aliança Progressista dos Socialistas e Democratas | 1 / 8     |

## Partidos Concorrentes
Os principais partidos concorrentes são os seguintes:
| Partido | Partido                                                 | Cabeça de Lista          | Afiliação europeia                                       |
| ------- | ------------------------------------------------------- | ------------------------ | -------------------------------------------------------- |
|         | Partido Democrático Esloveno - Partido Popular Esloveno | Milan Zver               | Partido Popular Europeu                                  |
|         | Nova Eslovénia                                          | Ljudmila Novak           | Partido Popular Europeu                                  |
|         | Partido Democrático dos Pensionistas                    | Igor Šoltes              | Partido Democrata Europeu                                |
|         | Social-Democratas                                       | Tanja Fajon              | Partido Socialista Europeu                               |
|         | A Esquerda                                              | Violeta Tomic            | Partido da Esquerda Europeia                             |
|         | Partido Nacional Esloveno                               | Zmago Jelinčič Plemeniti | Aliança Europeia dos Povos e das Nações                  |
|         | Lista de Marjan Šarec                                   | Irena Joveva             | Partido da Aliança dos Liberais e Democratas pela Europa |
|         | Partido de Alenka Bratušek                              | Angelika Mlinar          | Partido da Aliança dos Liberais e Democratas pela Europa |
|         | Partido do Centro Moderno                               | Gregor Perič             | Partido da Aliança dos Liberais e Democratas pela Europa |

## Resultados Oficiais
| Partido                 | Partido                              | Votos     | %               | +/-   | Deputados | +/-     |
| ----------------------- | ------------------------------------ | --------- | --------------- | ----- | --------- | ------- |
|                         | Partido Democrático Esloveno         | 124 634   | 26,43 / 100,00  | 1,65  | 3 / 8     | 1       |
|                         | Social-Democratas                    | 87 913    | 18,64 / 100,00  | 10,56 | 2 / 8     | 1       |
|                         | Lista de Marjan Šarec                | 73 480    | 15,58 / 100,00  | Novo  | 2 / 8     | Novo    |
|                         | Nova Eslovénia                       | 52 180    | 11,07 / 100,00  | -     | 1 / 8     | Estável |
|                         | A Esquerda                           | 29 901    | 6,34 / 100,00   | 0,90  | 0 / 8     | Estável |
|                         | Partido Democrático dos Pensionistas | 26 706    | 5,66 / 100,00   | 2,46  | 0 / 8     | 1       |
|                         | Partido de Alenka Bratušek           | 19 022    | 4,03 / 100,00   | Novo  | 0 / 8     | Novo    |
|                         | Partido Nacional Esloveno            | 18 926    | 4,01 / 100,00   | 0,02  | 0 / 8     | Estável |
|                         | Verdes                               | 9 805     | 2,08 / 100,00   | Novo  | 0 / 8     | Novo    |
|                         | Liga Patriótica                      | 8 044     | 1,71 / 100,00   | Novo  | 0 / 8     | Novo    |
|                         | Contato                              | 7 760     | 1,65 / 100,00   | Novo  | 0 / 8     | Novo    |
|                         | Partido do Centro Moderno            | 7 524     | 1,60 / 100,00   | Novo  | 0 / 8     | Novo    |
|                         | Outros (com menos de 1,00%)          | 5 630     | 1,19 / 100,00   |       | 0 / 8     |         |
| Votos Inválidos         | Votos Inválidos                      | 10 324    | 2,15 / 100,00   | 2,05  |           |         |
| Total                   | Total                                | 481 849   | 100,00 / 100,00 |       | 8 / 8     |         |
| Eleitorado/Participação | Eleitorado/Participação              | 1 703 248 | 28,29 / 100,00  | 3,74  |           |         |
| Fonte                   | Fonte                                | [ 3 ]     | [ 3 ]           | [ 3 ] | [ 3 ]     | [ 3 ]   |

## Composição 2019-2024

### Partidos Nacionais
| Partido | Partido                      | Deputados | Grupo                                             |
| ------- | ---------------------------- | --------- | ------------------------------------------------- |
|         | Partido Democrático Esloveno | 2 / 8     | Grupo do Partido Popular Europeu                  |
|         | Social-Democratas            | 2 / 8     | Aliança Progressista dos Socialistas e Democratas |
|         | Lista de Marjan Šarec        | 2 / 8     | Renovar Europa                                    |
|         | Partido Popular Esloveno     | 1 / 8     | Grupo do Partido Popular Europeu                  |
|         | Nova Eslovénia               | 1 / 8     | Grupo do Partido Popular Europeu                  |

### Grupos Parlamentares
| Grupo | Grupo                                             | Deputados |
| ----- | ------------------------------------------------- | --------- |
|       | Grupo do Partido Popular Europeu                  | 4 / 8     |
|       | Aliança Progressista dos Socialistas e Democratas | 2 / 8     |
|       | Renovar Europa                                    | 2 / 8     |